# هان چه یونگ
کیم جی یونگ (کره‌ای: 김지영؛ زادهٔ ۱۳ سپتامبر ۱۹۸۰) که به‌طور حرفه‌ای با نام هان چه یونگ (کره‌ای: 한채영) شناخته می‌شود، بازیگر اهل کره جنوبی است. او نخستین بار به عنوان آنتاگونیست در مجموعه تلویزیونی پاییز در قلبم (۲۰۰۰) شناخته شد پیش از اینکه با بازی در مجموعه تلویزیونی دختر محبوب چون هیانگ (۲۰۰۵) به شهرت بیشتری دست یابد. از جمله کارهای دیگر او می‌توان به آتش‌بازی (۲۰۰۶)، پسران فراتر از گل‌ها (۲۰۰۹) و پسر زیبا (۲۰۱۳) اشاره کرد.